# Óðinn (Schiff, 1959)
Das Hochsee-Patrouillenboot Óðinn (transkribiert Odinn) ist ein ehemaliges Schiff der isländischen Küstenwache und heute ein Museumsschiff.

## Geschichte
Das Schiff wurde ab dem Jahr 1959 für die isländische Küstenwache aus Stahl gebaut und 1960 in Dienst gestellt. Es nahm an den Kabeljaukriegen mit dem Vereinigten Königreich teil und wurde dabei am 30. April 1976 vom britischen Trawler Arctic Corsair gerammt, als es versuchte, dessen Netze zu kappen. Die Außerdienststellung erfolgte 2006. Das Schiff ist heute Bestandteil des Reykjavik Maritime Museum und kann im Rahmen von Führungen besichtigt werden. 2017 tauschten die Arctic Corsair und die  Óðinn, nun beide Museumsschiffe, ihre Schiffsglocken als symbolische Geste aus.

## Vorgängerschiffe
Das Schiff wurde wie seine Vorgängerschiffe in Anlehnung an den Hauptgott der nordischen Mythologie auf den Namen Óðinn getauft.
Das erste Vorgängerschiff gleichen Namens war nach der 1926 übernommenen Thor das insgesamt zweite Schiff der Isländischen Küstenwache. Es wurde 1936 aus finanziellen Gründen nach Schweden verkauft. 1938 wurde als zweite Óðinn ein 85-Tonnen-Schiff aus Eiche in Dienst gestellt. Es war bis 1964 im Einsatz.